# 巽北
巽北（たつみきた）は、大阪府大阪市生野区にある町名。現行行政地名は巽北一丁目から巽北四丁目。

## 地理
生野区の東部に位置し、西と北西は中川、北は北西にある中川から東にかけて中川東と小路と小路東、南は西から東にかけて巽西と巽中と巽東、東は東大阪市と接している。

## 世帯数と人口
2019年（平成31年）3月31日現在の世帯数と人口は以下の通りである。
| 丁目       | 世帯数    | 人口    |
| ---------- | --------- | ------- |
| 巽北一丁目 | 1,309世帯 | 2,382人 |
| 巽北二丁目 | 1,009世帯 | 1,949人 |
| 巽北三丁目 | 1,134世帯 | 1,974人 |
| 巽北四丁目 | 687世帯   | 1,350人 |
| 計         | 4,139世帯 | 7,655人 |

### 人口の変遷
国勢調査による人口の推移。
| 1995年（平成7年）  | 7,525人 | [ 5 ] |  |
| 2000年（平成12年） | 7,670人 | [ 6 ] |  |
| 2005年（平成17年） | 7,278人 | [ 7 ] |  |
| 2010年（平成22年） | 7,367人 | [ 8 ] |  |
| 2015年（平成27年） | 7,448人 | [ 9 ] |  |

### 世帯数の変遷
国勢調査による世帯数の推移。
| 1995年（平成7年）  | 2,682世帯 | [ 5 ] |  |
| 2000年（平成12年） | 2,929世帯 | [ 6 ] |  |
| 2005年（平成17年） | 2,973世帯 | [ 7 ] |  |
| 2010年（平成22年） | 3,292世帯 | [ 8 ] |  |
| 2015年（平成27年） | 3,440世帯 | [ 9 ] |  |

## 事業所
2016年（平成28年）現在の経済センサス調査による事業所数と従業員数は以下の通りである。
| 丁目       | 事業所数  | 従業員数 |
| ---------- | --------- | -------- |
| 巽北一丁目 | 147事業所 | 1,042人  |
| 巽北二丁目 | 93事業所  | 533人    |
| 巽北三丁目 | 108事業所 | 1,216人  |
| 巽北四丁目 | 82事業所  | 861人    |
| 計         | 430事業所 | 3,652人  |

## 交通

### 鉄道
- 大阪市高速電気軌道
  - 千日前線 北巽駅（所在地は巽東であるが、一部の出入口は巽北に設置されている。）

### 道路
- 国道479号
- 大阪府道159号平野守口線
- 大阪府道173号大阪八尾線

## 施設
- 大阪市立北巽小学校
- 生野北巽郵便局
- 大阪商工信用金庫 生野支店
- 万代 巽北店
- ノーベル製菓 本社

## その他

### 日本郵便
- 〒544-0004[3]（集配局：生野郵便局[11]）